# Le Grand Blond avec une chaussure noire
Cet article possède un paronyme, voir Le Grand Blond avec un show sournois.
Série
Le Retour du Grand Blond
(1974)
Pour plus de détails, voir Fiche technique et Distribution.
Le Grand Blond avec une chaussure noire est un film français coécrit, coproduit et réalisé par Yves Robert, sorti en 1972.
Film d'espionnage parodique, il s'inspire librement du livre autobiographique La Cinquième Corde d'Igal Shamir, un récit rocambolesque du violoniste israélien.
En 1973, le film obtient l'Ours d'argent à la Berlinale et la mention « Top film étranger » par le National Board of Review. En 1976, il reçoit le Goldene Leinwand pour son succès populaire en Allemagne.
Ce long métrage marque la première apparition de Pierre Richard dans le rôle du personnage emblématique de Francis Veber (co-scénariste du film), appelé tantôt François Perrin (comme dans ce film) tantôt François Pignon, que l'acteur incarne par la suite à six autres reprises sous l'un ou l'autre de ces patronymes. Le film donne lieu à une suite, Le Retour du Grand Blond en 1974, puis en 1985 à un remake, L'Homme à la chaussure rouge (The Man with One Red Shoe) de Stan Dragoti, avec Tom Hanks.

## Synopsis

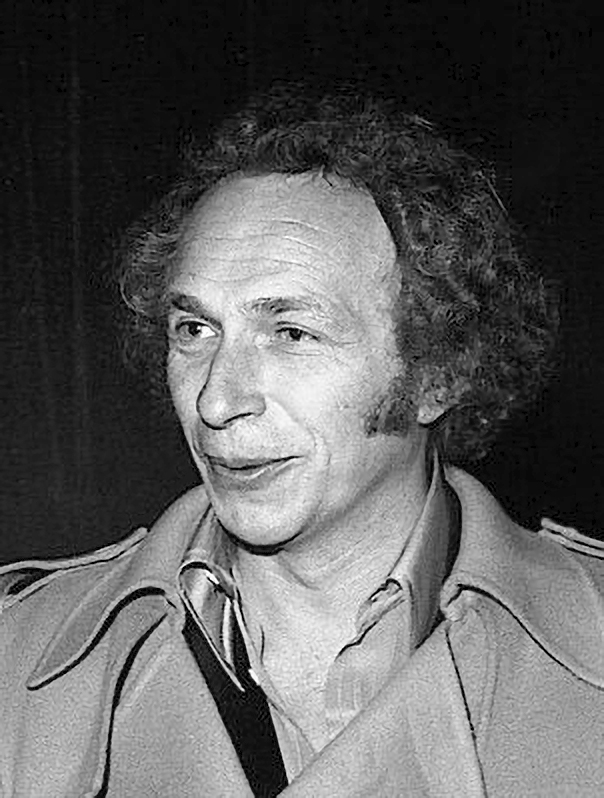
Pierre Richard en 1975.

Le colonel Louis Toulouse (Jean Rochefort), hautain et cassant chef des services secrets français, est compromis dans une affaire de trafic de stupéfiants avec les États-Unis. Il comprend rapidement qu'il s'agit en réalité d'une machination ourdie par son adjoint, l'ambitieux Bernard Milan (Bernard Blier), pour le faire tomber et prendre sa place. Toulouse décide de tendre à son tour un piège pour confondre Milan. Il imagine d'utiliser un inconnu, « n'importe qui, un homme dans la foule », de faire croire à Milan que l'individu en question est un super agent missionné pour régler l'affaire américaine, et de laisser la paranoïa faire le reste. Perrache (Paul Le Person), l'homme de confiance de Toulouse, se rend aux arrivées à Orly et choisit au hasard François Perrin (Pierre Richard), un grand blond, parce qu'il porte une chaussure noire à un pied et une marron à l'autre. Toulouse fait protéger plus ou moins discrètement Perrin par deux agents. Milan tombe immédiatement dans le piège et déploie un énorme dispositif pour épier les moindres faits et gestes de Perrin, premier violon dans un orchestre.
Cependant, le comportement tout à fait banal, quoique souvent excentrique et maladroit, du musicien déstabilise Milan, qui apprend au mieux que Perrin entretient une liaison avec la femme de son meilleur ami, Maurice (Jean Carmet). Il envoie alors son meilleur agent féminin, la superbe Christine (Mireille Darc), pour séduire Perrin et lui soutirer des confidences sur l'oreiller. Christine attire le grand blond dans son lit mais n'obtient aucun aveu et flaire au contraire le piège. Milan, de plus en plus nerveux dans ce jeu de dupes, ne l'écoute pas ; à ses yeux, que Perrin ne lâche rien ajoute à sa crédibilité. Jouant son va-tout, Milan ordonne d'éliminer l'innocent violoniste. Christine, qui s'est découvert des sentiments pour Perrin au cours des nuits passées ensemble, tente de le prévenir du danger mais sans succès. Froid et machiavélique jusqu'au bout, Toulouse n'entend rien faire pour sauver Perrin mais Perrache, se sentant responsable du sort du musicien, outrepasse les ordres et envoie une équipe pour intercepter les tueurs. S’ensuit une fusillade dans l’appartement de Perrin, qui se termine par la mort de Milan. Ayant vécu toute cette histoire sans se douter une seule seconde d’avoir été au cœur d’une guerre d'espions, Perrin retrouve finalement Christine et s’envole avec elle pour le Brésil.

## Fiche technique
Sauf indication contraire, les informations mentionnées dans cette section peuvent être confirmées par les bases de données cinématographiques IMDb, Allociné et Unifrance,  présentes dans la section « Liens externes ».
- Titre original : Le Grand Blond avec une chaussure noire
- Réalisation : Yves Robert
  - Assistants réalisateur : Patrick Bureau et Bernard Bolzinger
- Scénario : Yves Robert et Francis Veber, d'après Igal Shamir
  - Dialogues : Francis Veber
- Musique : Vladimir Cosma
- Décors : Théo Meurisse
- Costumes : Guy Laroche (pour Mireille Darc)
- Photographie : René Mathelin
- Son : Bernard Aubouy
- Montage : Ghislaine Desjonqueres
- Générique de début : Gérard Majax
- Production : Alain Poiré et Yves Robert
  - Coproduction : Gilbert de Goldschmidt
- Sociétés de production : Gaumont, Madeleine Films, Les Productions de la Guéville et Zazi Films
- Société de distribution : Gaumont
- Studios : Paris-Studios-Cinéma (Studios de Billancourt)
- Pays de production :  France
- Langue originale : français
- Format : couleur - 1,66:1 35 mm - son mono
- Genre : comédie d'espionnage
- Durée : 86 minutes
- Date de sortie :
  - France : 6 décembre 1972

## Distribution
Sauf indication contraire, les informations mentionnées dans cette section peuvent être confirmées par les bases de données cinématographiques IMDb et Allociné,  présentes dans la section « Liens externes ».

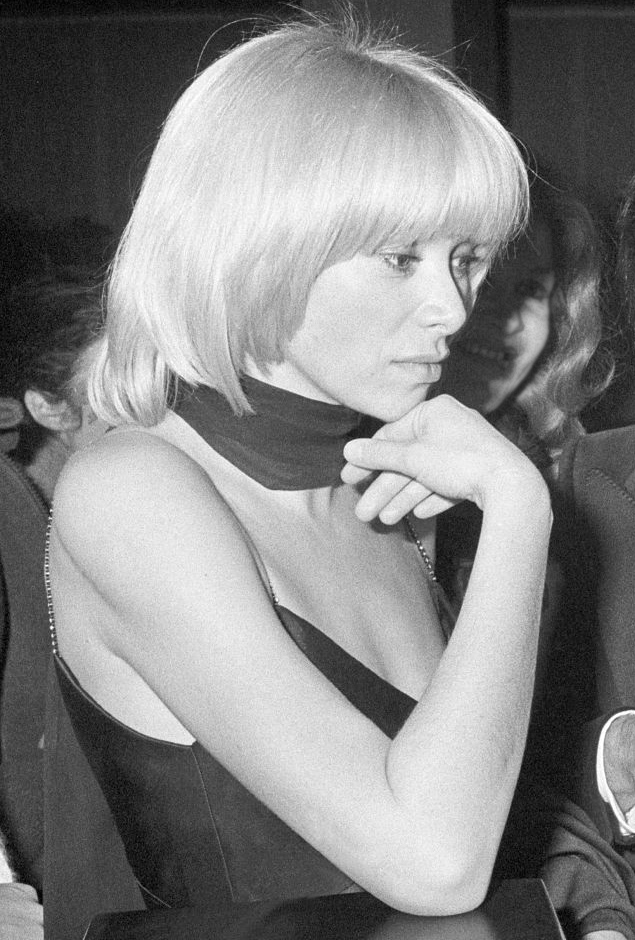
Mireille Darc

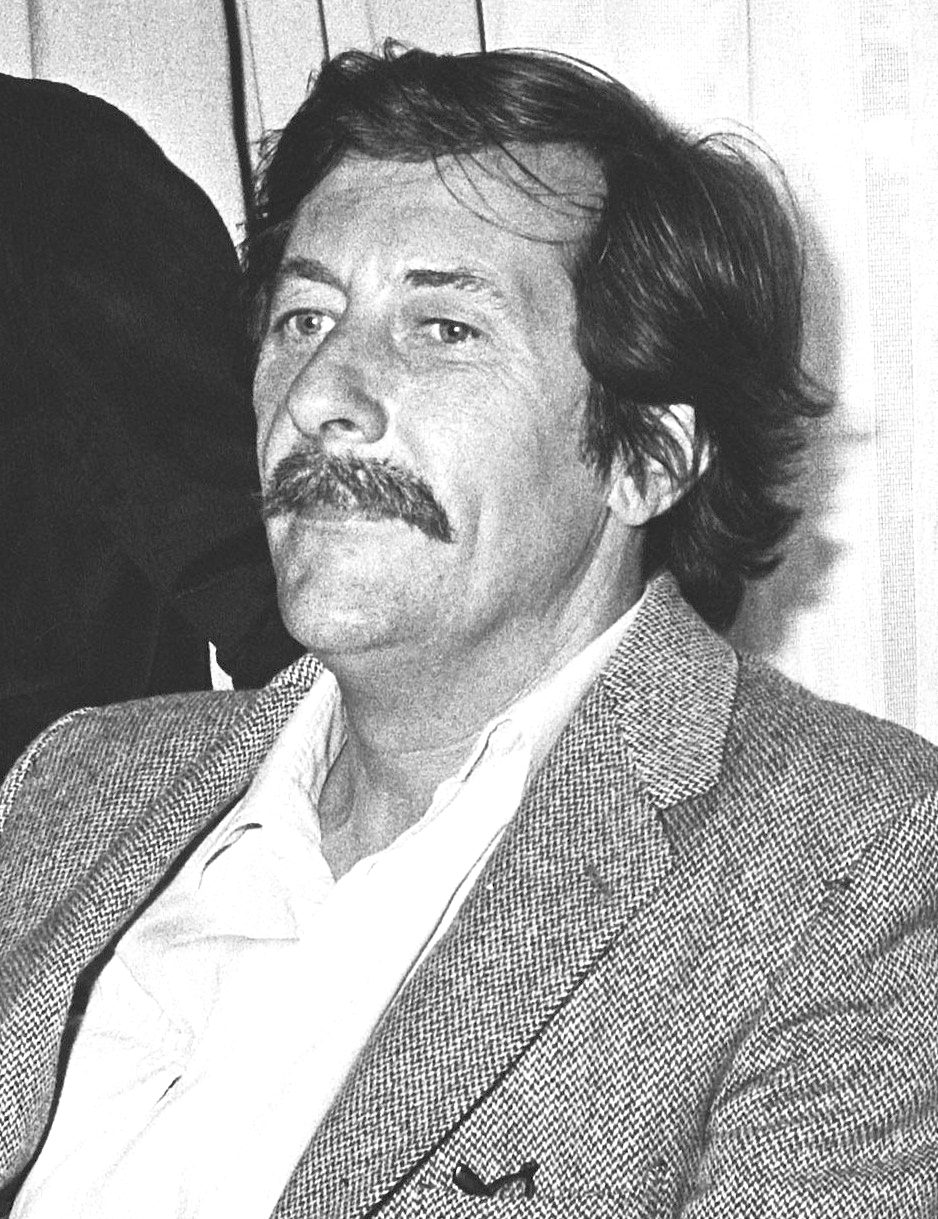
Jean Rochefort

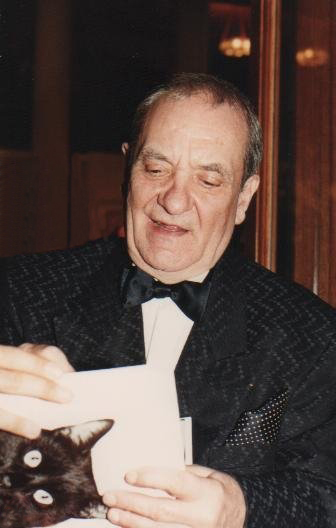
Jean Carmet

- Pierre Richard : François Perrin, premier violon excentrique et maladroit
- Bernard Blier : colonel Bernard Milan, chef adjoint des services secrets
- Jean Rochefort : colonel Louis-Marie-Alphonse Toulouse, chef des services secrets
- Mireille Darc : Christine, un agent de Milan
- Paul Le Person : Perrache, bras droit de Toulouse
- Jean Carmet : Maurice Lefebvre, meilleur ami de Perrin, percussionniste de l'orchestre
- Colette Castel : Paulette Lefebvre, épouse de Maurice et maîtresse de Perrin, harpiste de l'orchestre
- Jean Saudray : Poucet, agent de Toulouse
- Maurice Barrier : Chaperon, agent de Toulouse
- Jean Obé : Botrel, agent de Milan
- Robert Castel : Georghiu, agent de Milan
- Roger Caccia : monsieur Boudart, agent de Milan
- Arlette Balkis : madame Boudart, agent de Milan
- Robert Dalban : agent de Milan
- Marcel Gassouk : le conducteur de l'Estafette
- Tania Balachova : la mère de Toulouse
- Gérard Majax : l'espion magicien (non crédité)
- Xavier Gélin : le jeune automobiliste (non crédité)
- Bernard Charlan : le cycliste
- Stéphane Bouy : l'agent arrêté aux États-Unis
- Yves Robert : le chef d'orchestre (non crédité)
- Jean Michel Mole : l'homme aux poupées russes
- Catherine Obé
- Gérard Moisan
- Bruno Oppe
- Claudine Beccarie

## Production

### Développement et choix des interprètes

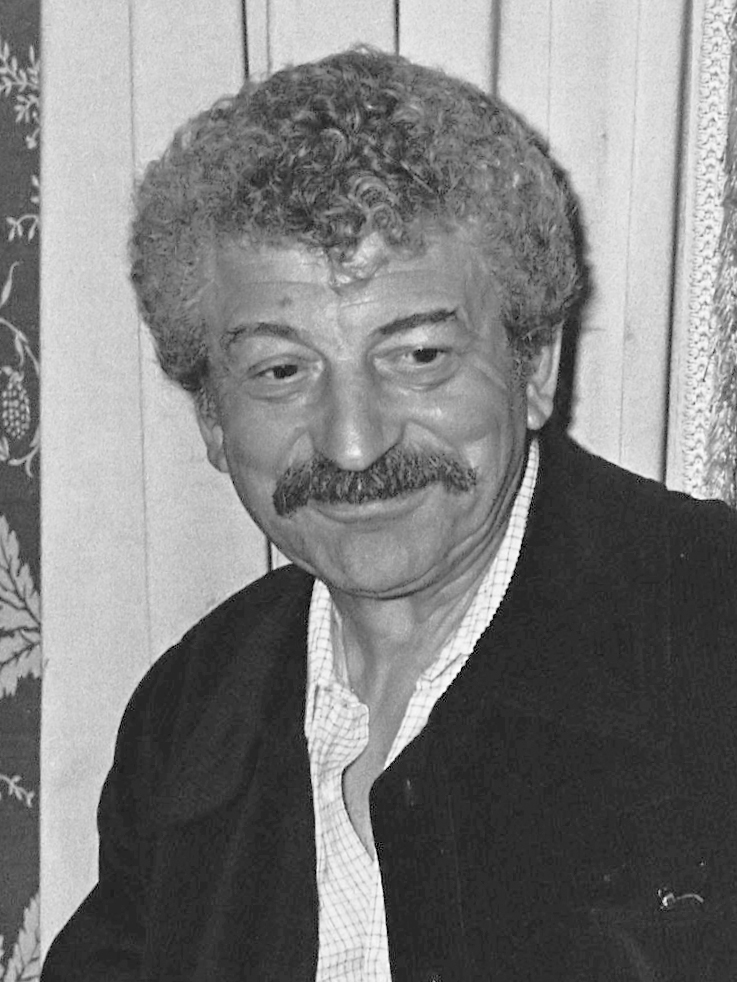
Yves Robert en 1979.

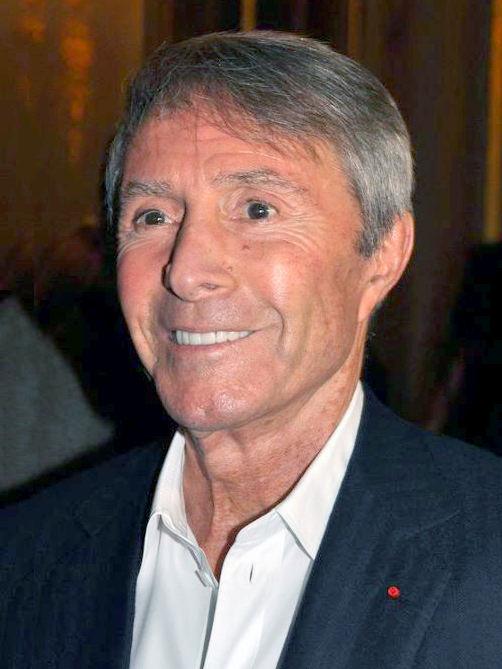
Francis Veber en 2012.

L'idée de départ du Grand Blond avec une chaussure noire vient d'Yves Robert. Passionné par « ces professionnels du mensonge que sont les agents secrets » et inspiré par La Cinquième Corde, récit autobiographique et pourtant rocambolesque du violoniste israélien Igal Shamir publié en 1971, Robert est parvenu à en rencontrer par l'intermédiaire du journaliste Gilles Perrault. Ceux-ci lui ont expliqué « toutes les manipulations auxquelles ils procédaient, comment connaître tous les recoins de la vie de quelqu'un sans qu’il s’en aperçoive ». L'idée de placer dans l'histoire un innocent lui trotte dans la tête et le cinéaste est encouragé par Alain Poiré, producteur historique de Gaumont. Robert propose à Jean-Loup Dabadie, co-scénariste sur son précédent long-métrage Clérambard (1969) de l'aider à l'écrire, mais ce dernier décline l'offre, ne se sentant pas en phase avec le sujet, et lui souffle le nom de Francis Veber, qui vient d'écrire la comédie à succès Il était une fois un flic (1972) pour le réalisateur Georges Lautner,  devenant l'un des scénaristes attitrés de Gaumont.
Selon Veber, Robert « est arrivé avec une très vague idée », voulant « faire un film d’espionnage parodique ». L'idée est la suivante : « Voir un type arriver dans un aéroport et faire un geste. Or, il ne sait pas que ce geste est une espèce de code qui va être interprété par plusieurs services secrets présents dans la salle. Tout le monde se fige et ce type va être leur victime et va vivre un cauchemar. » Réfléchissant et pressentant qu'ils allaient se retrouver dans Les Espions (1957) avec des acteurs à accent, Veber a pensé que ce serait plus intéressant de prendre « un patron de service d’espionnage et son adjoint qui veut prendre sa place ». Initialement, le film devait s'intituler La Boîte d'allumettes et il n'était pas encore question du Grand blond. Pendant que les deux hommes travaillent sur le script, Robert pense à donner le rôle à Claude Rich, qu'il avait dirigé dans Les Copains (1965), mais Veber pense plutôt à Pierre Richard dont la nature comique atypique pourrait servir le personnage. Robert est étonné de ne pas y avoir pensé plus tôt car c'est lui qui a lancé la carrière du comédien avec Alexandre le Bienheureux (1968). Il a même produit son premier film en tant que réalisateur, Le Distrait (1970),, qui connaît un certain succès commercial. Séduit par l'idée de lui confier le rôle, Robert décide d'écrire le film pour lui, allant jusqu'à donner comme titre Le Grand Blond avec une chaussure noire.
Toutefois, le choix de Pierre Richard dans le rôle-titre est loin de faire l'unanimité, car d'après le propos de Veber, malgré le succès du Distrait, tout le monde était contre lui ; un patron de Gaumont affirmant même qu'il allait leur faire perdre la province. Robert, également producteur avec son épouse Danièle Delorme, doit taper du poing pour imposer Pierre Richard. Il doit également batailler pour engager Jean Carmet pour le rôle de Maurice, alors que Gaumont préférait Jean Lefebvre,. Le réalisateur, scénariste et producteur a révélé que quand Carmet a lu le scénario du Grand Blond, il lui a demandé de ne dire à personne qu'il allait jouer l'ami intime, disant même : « C'est le plus beau rôle, on ne verra que moi, les autres ne vont pas me laisser jouer ça ! » Pour le rôle de la séduisante espionne Christine, le cinéaste pense d'abord à Anny Duperey, mais Alain Poiré lui propose de rencontrer Mireille Darc. Alors que Robert est charmé par l'actrice, Darc accepte le rôle sur les conseils d'Alain Delon. Le rôle de Toulouse, chef des services secrets, est confié à Jean Rochefort, marquant ainsi la première collaboration de l'acteur avec le réalisateur. Le rôle de Milan, son adjoint et rival, est confié à Bernard Blier, qui est habitué aux rôles d'espion et a connu un bon nombre de succès notamment avec Gaumont. Paul Le Person, qui avait tourné sous la direction de Robert dans Alexandre le Bienheureux où il croisait Carmet et Richard, tient ici le rôle de Perrache, le fidèle assistant de Toulouse. Dans les seconds rôles, on retrouve Robert Castel, le magicien Gérard Majax — qui manipule les cartes durant le générique du film et joue un espion —, Robert Dalban et même Yves Robert, qui joue le chef d'orchestre.

### Tournage
Le tournage a lieu à Paris et dans sa région, dont le Val-de-Marne pour l'aéroport de Paris-Orly, entre le 19 juin et le 11 août 1972. L'appartement du colonel Toulouse a pour décor l'hôtel Hilton de l'avenue de Suffren, désormais propriété de Pullman, remarquable à sa vue imprenable sur la tour Eiffel. Dans le bois de Boulogne, l'immeuble flambant neuf du musée national des Arts et Traditions populaires, ancêtre du musée des Civilisations de l'Europe et de la Méditerranée, sert de décors intérieur et extérieur pour le quartier général des services secrets français. Le tournage se déroule également dans de nombreuses rues de Paris,.

### Musique
Vladimir Cosma compose la bande-originale du Grand Blond avec une chaussure noire, après avoir mis en musique Le Distrait et Les Malheurs d'Alfred pour Yves Robert. Le scénario prévoit d'élaborer un pastiche des musiques de James Bond. Le compositeur juge qu'il s'agit d'une fausse bonne idée, expliquant que « le gag de James Bond, c'est drôle une fois, mais c'était impossible pour tout le film ». Il pense plutôt à « l'image de l'espion qui peut venir du froid, des pays de l'Est », qu'il représente par l'utilisation de la flûte de Pan, transmettant à la fois « le mystère et l'ironie de ce personnage qui n'a rien d'un espion mais qui fait tourner le service de Bernard Blier en dérision ». Cosma compose alors un thème inspiré du sîrba et interprété au cymbalum, et au naï par Gheorghe Zamfir. Dans les musiques de ce film, le compositeur évoque ainsi la musique tzigane de la Roumanie, son pays natal. Il installe dans son œuvre la conviction selon laquelle chacun de ses films peut reposer sur un couleur musicale particulière, notamment un instrument atypique, au-delà de la classique différence des thèmes musicaux. Lors de la projection d'un premier montage, le scénariste Francis Veber déteste la musique écrite par Cosma, celle-ci lui semblant inappropriée, trop présente, redondante et annihilant tout effet comique,. Yves Robert et le producteur Alain Poiré passent outre l'avis du scénariste et conservent la composition. La musique finit par être un succès, contribuant à celui du film, et Veber engage Cosma pour la plupart de ses films en tant que réalisateur.
Liste des pistes
1. Sirba, de Gheorghe Zamfir (2:06)
2. Doina, de Gheorghe Zamfir (3:17)
3. Mozart massacre, de Vladimir Cosma (2:53)
4. La femme rêvée, de Vladimir Cosma (3:23)
5. Bela's Blues, de Vladimir Cosma (2:11)
6. Babouchka, de Gheorghe Zamfir (2:05)
7. Le grand blond, de Vladimir Cosma et Gheorghe Zamfir (2:24)

Un des passages comiques  du film présente un extrait d’une exécution du premier mouvement de la Symphonie no 40 de Mozart dans un concert dirigé par Yves Robert où Pierre Richard, premier violon, manque son entrée par distraction puis en ayant cassé des cordes. Le motif de trois notes est poursuivi en attendant son intervention sous les regards désespérés d’Yves Robert. En réalité, la symphonie ne comportant pas de passage de violon solo, l’exécution aurait donc pu se poursuivre. Par ailleurs, Paulette Lefebvre, harpiste, et Maurice Lefebvre, timbalier, interviennent dans cette scène. Or la partition de cette symphonie ne comprend pas de partie de harpe, ni de percussion.

## Accueil

### Sortie
Le film sort le 6 décembre 1972, en France.

### Box-office
Le Grand Blond avec une chaussure noire sort en salles début décembre 1972, face à d'importants concurrents comme Cosa Nostra avec Charles Bronson, La Scoumoune avec Jean-Paul Belmondo et la reprise du dessin animé Les 101 Dalmatiens des studios Disney. À Paris, il prend la deuxième place du box-office avec 55 528 entrées dans un circuit de onze salles. Durant le mois de décembre 1972, il totalise 334 968 entrées, atteignant son maximum en quatrième semaine avec 120 397 entrées. Il devra attendre la cinquième semaine de présence à l'affiche début janvier 1973 pour atteindre la première place du box-office avec 89 979 entrées, portant le cumul à 424 947 entrées. Il finit son exploitation parisienne avec 1 263 083 entrées sur Paris et sa banlieue. Le succès se confirme en province puisqu'il totalise 2,2 millions d'entrées, portant le total à 3 471 266 entrées, se classant dans le top 10 des meilleures entrées de l'année 1972. À l'international, le film est également très populaire avec 28,9 millions d'entrées en URSS, trois millions en Allemagne et 1 015 561 en Espagne.
Le succès commercial du Grand Blond permet à Yves Robert de renouer avec le succès commercial en tant que réalisateur après l'échec commercial de Clérambard en 1969 (418 882 entrées), bien qu'ayant tourné des films en tant qu'acteur et produit des films dont les deux premiers films réalisés par Pierre Richard. Il s'agit également du premier énorme succès commercial de Pierre Richard, dont c'est le premier long-métrage en vedette en tant qu'acteur non réalisé par lui-même. Le Grand Blond permet aussi à Jean Carmet de lancer véritablement sa carrière cinématographique et à Jean Rochefort d'obtenir son premier succès en tant que tête d'affiche, tandis que Mireille Darc confirme son statut de vedette.

## Autour du film
- Les tours de cartes du générique sont réalisés par Gérard Majax, également présent dans le film[18].
- Déçue de n'avoir que huit jours de tournage, Mireille Darc veut marquer le public et se tourne alors vers son ami et couturier français Guy Laroche. N'ayant pas beaucoup de poitrine, elle lui demande de créer une robe noire en maille très moulante, à manches longues, présentant, à l'avant austère, un long col moulé montant, et à l'arrière, un grand décolleté dorsal pigeonnant[19], plongeant jusqu'à la naissance des fesses[20]. Cette robe dos nu indécente conduit Yves Robert à faire réécrire la scène en question à Francis Veber pour mieux la mettre en valeur, le réalisateur ne prévenant pas Pierre Richard et les techniciens de plateau que l'actrice porte une telle robe afin de préserver l'effet de surprise, notamment celle du comédien visible à l'écran[21]. En 2005, lors de la vente aux enchères de sa garde-robe, l'actrice et réalisatrice refuse de se séparer de cette pièce, la retire de la vente et fait don de cette robe iconique, appelée « Clair de fesses », au musée des Arts décoratifs[22],[23]. À la suite du décès de Mireille Darc, la maison de couture Guy Laroche lui a rendu un hommage le 27 septembre 2017, en faisant défiler ses mannequins coiffées de perruques blondes et vêtues de tenues rappelant celle de l'actrice[24]. En mars 2018, alors qu'elle décerne le César des meilleurs costumes, Aure Atika lui a rendu le même type d'hommage[25]. En juillet 2019, l'exposition « Backside / Dos à la mode » au musée Bourdelle expose la robe[26].
- Le colonel Milan s’écrie à plusieurs reprises, excédé, « on tourne en rond », allusion à plusieurs autres films où Bernard Blier prononce la même phrase.
- Pierre Richard, Jean Carmet, Paul Le Person et Jean Saudray s'étaient déjà rencontrés quatre ans plus tôt dans Alexandre le Bienheureux sous la direction du même Yves Robert. Ils se sont également retrouvés dans Les Malheurs d'Alfred de Pierre Richard.
- François Perrin est le nom de Pierre Richard dans ce film et dans la suite Le Retour du Grand Blond ainsi que dans On aura tout vu, Le Jouet et La Chèvre de Francis Veber. Le personnage principal François Pignon sera ensuite porté par Pierre Richard dans les films du même réalisateur Les Compères et Les Fugitifs.
- Au début du générique de fin, on peut lire à l'écran « Chacun a le droit au respect de la vie privée : article 9 du code pénal ». En droit, cet article n'existe pas, mais la protection de la vie privée est garantie depuis une loi de 1970 par l'article 9 du code civil (et non du code pénal). Le film, dont le thème principal tourne autour de la violation de la vie privée, a donc été tourné deux ans après l'adoption de cette loi.
- La musique composée par François Perrin pour Christine (Oh, ma Christine) est la reprise d'une musique entendue dans Alexandre le Bienheureux (musique de Vladimir Cosma).

## Suite et remake
- Le Retour du Grand Blond (1974) d'Yves Robert est la suite directe du film ;
- L'Homme à la chaussure rouge (1985) est un remake américain de Stan Dragoti, avec Tom Hanks et Dabney Coleman.

### Reportage
- « 1972, sur le tournage du Grand blond avec une chaussure noire », sur ina.fr, 1er juillet 2020